# Апухтін Борис Трифонович
Борис Трифонович Апухтін (рос. Борис Трифонович Апухтин; 19 лютого (4 березня) 1906, селище Красково, Московська губернія (нині Люберецький район, Московська область) — 27 лютого 1975, Москва) — радянський футболіст і тренер. Всю ігрову кар'єру провів у московських командах, грав на місці центрального півзахисника. Майстер спорту СРСР (з 1948). Був головним тренером, зокрема, київського «Динамо», московського «Локомотива» та єреванського «Динамо». Заслужений тренер СРСР (з 1957).

## Життєпис

### Кар'єра гравця
Почав грати у футбол у селищі Красково в дитячій команді гуртка «Красково» (Казанська залізниця).
Грав на позиції центрального півзахисника. Зріст — 178 см. Був дуже витривалим і працелюбним футболістом з великим діапазоном дій. Всю кар'єру провів у московських командах:
- 1916—1918 — юнацька команда Замоскворецького клубу спорту (ЗКС);
- 1919—1924 — Всеросійське товариство освітньо-виробничих асоціацій (ВТОВАС);
- 1925—1927 — «Червоний промінь» і Московська міська електростанція (МОМЕС);
- 1928—1933 — Районний Клуб імені Астахова при московському заводі «Серп і Молот» (через кілька років клуб отримав назву «Металург» Москва);
- 1934—1941 — команда Державного центрального інституту фізичної культури (ДЦОЛІФК).

Був у складі збірної Москви і збірної профспілок (ВЦРПС) у 1931—1933 роках. Чемпіон Москви 1932 (осінь) і 1933 (осінь).

### Тренерська діяльність
У 1936 році був тренером «Пролетарської перемоги» (Москва). Закінчивши школу тренерів був у ній викладачем.
З червня 1946 року — головний тренер «Динамо» (Київ). Обезкровлені після війни динамівці під керівництвом Апухтіна показали найгірший результат за всю історію участей у чемпіонатах СРСР — останнє, 12-те, місце серед команд найвищого ешелону. У 1948 році (до червня) — головний тренер «Локомотива» (Москва), з серпня 1949 р. — «Динамо» (Єреван), у 1950 — «Червоного прапора» (Іваново).
З 1943 по 1958 (з перервами) — старший тренер відділу футболу Спорткомітету СРСР. У 1948—1952 роках проводив тренерські збори в Албанії, був тренером-консультантом збірної Албанії. Проводив велику організаційну роботу з розвитку футболу в Середній Азії і Сибіру.
У 1966 і 1968 роках — начальник і старший тренер «Нафтовика» (Фергана).
Автор книг «Техніка футболу» (Москва, 1956 і 1958), «Тактична підготовка футболістів» (Москва, 1961) та «Обманні прийоми у футболі» (Москва, 1969).